# 笏

右手に笏を持つ平清盛の石像

笏（しゃく）とは、日本において束帯の着用の際、右手に持つ細長い板である。

## 概要

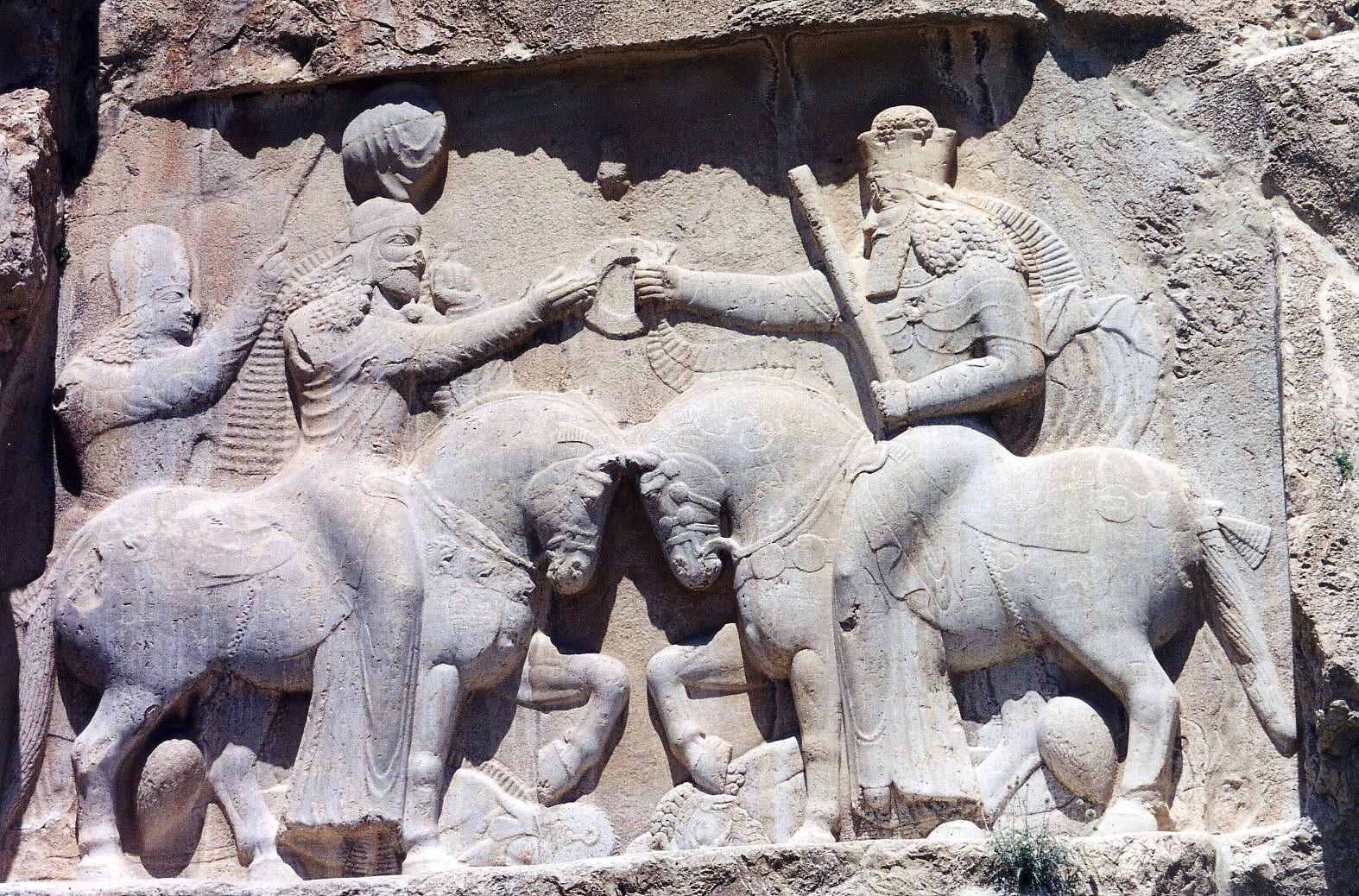
アフラマズダー神から王権の象徴を授受されるアルダシール1世のレリーフ（ナクシェ・ロスタム）

中国発祥と言われるが同様の物は　紀元前の古代ペルシャ、アフラ・マズダー（右）より王権の象徴を授受されるサーサーン朝のアルダシール1世（左）のレリーフ（ナクシェ・ロスタム）や壁画等で数々見られる。
中国では官人が備忘として書きつけをするための板であったとされている。6世紀に中国から伝来し、日本では初めは、朝廷の公事を行うときに、備忘のため式次第を笏紙（しゃくがみ/しゃくし）という紙に書いて笏の裏に貼って用いていた。後に、重要な儀式や神事に際し、持つ人の威儀を正すために持つようになった。
笏には、象牙製の「牙笏」（げしゃく）と木製の「木笏」（もくしゃく）とがある。大宝律令においては五位以上の者は牙笏、六位以下は木笏と決まっていたが、後に位階に関係なく礼服のときにのみ牙笏を用い、普段は木笏を用いるようになった。今日神職が用いているのは木笏である。牙笏は象牙や犀角、木笏はイチイやサクラの木材を用いて製作した。『朝野群載』によれば、平安時代中期には長さ1尺2寸、上広2寸7分、下広2寸4分、厚さ3分が基準の大きさであった。なお、使用者や用途によって形が微妙に異なり、天皇は通常は上下とも方形、神事には上円下方を用い、臣下は通常は上下ともに円形、慶事には上方下円の笏を用いることになっていた。また、饗宴の際に音楽に合わせて左に自己の笏、右に他者の笏を持って右の笏で左の笏を打ち付ける笏拍子（しゃくひょうし）という即席の打楽器として使われることがあったが、後世にはより分厚く作られた拍子専用の笏が作られることもあった。
「笏」の本来の読みは「コツ」であるが、「骨」に通じて縁起が悪いので、これを忌んで「シャク」と読むようになった。「シャク」と読む理由には諸説ある。
- 元は柞（ははそ）の木で作るので、その音の「サク」が転じて「シャク」となった。
- 笏の長さが1勺（尺）であることから「シャク」になった。そのため「勺」とも呼ばれることがある。

## 笏と神社祭祀

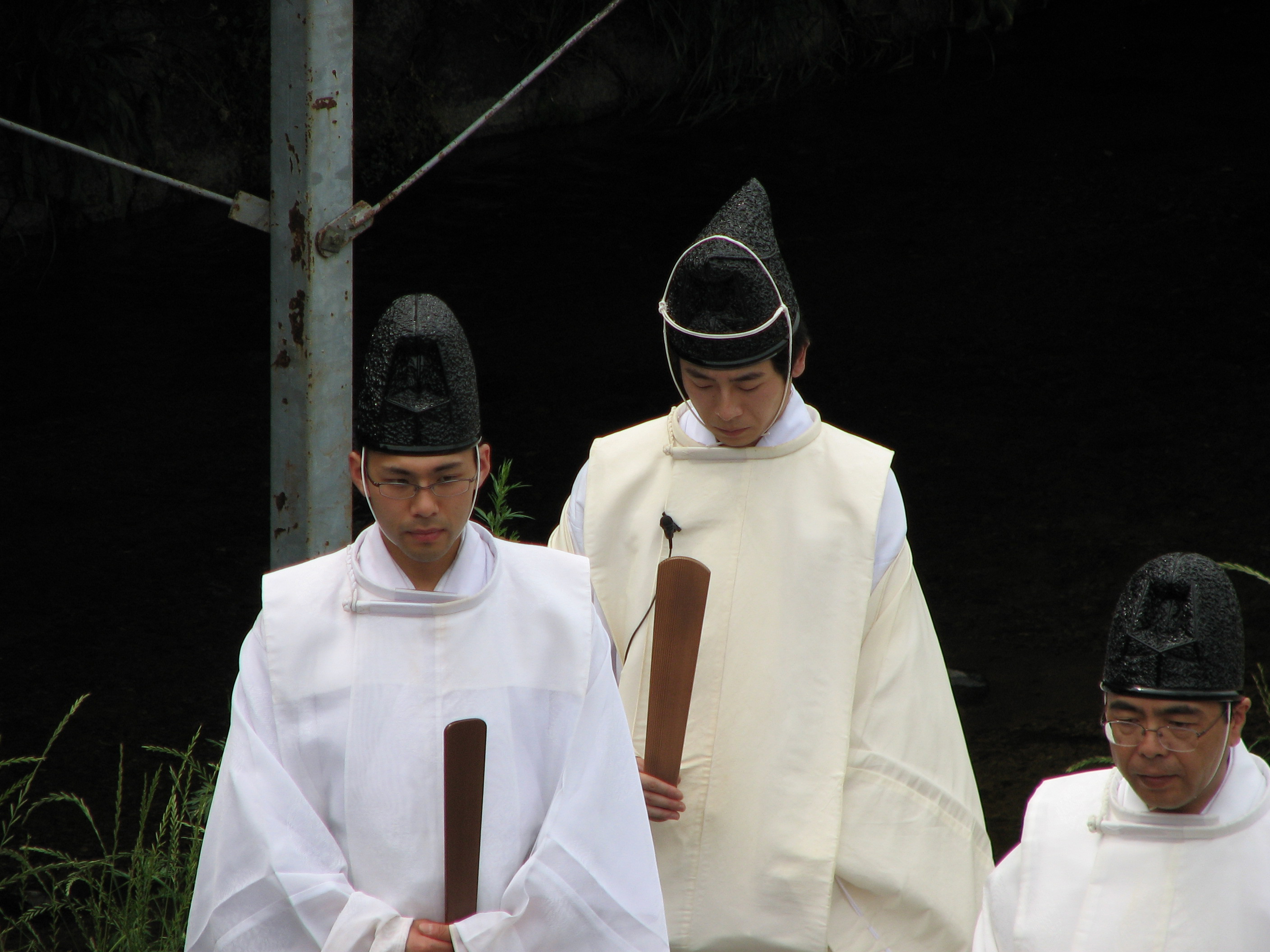
笏を持つ神職

今日では笏は神職が儀礼用として威儀を正す為に持つものとなっている。明治以降の神職服制では正装が衣冠とされ、同時に採物として木笏を持つことが規定された。女性神職の場合は、笏の代わりに扇を用いることもある。
なお、一般の神社や宮中などの「持笏」は右手で笏を握る作法だが、出雲大社は両手で持つ伝統がある。また、出雲大社では、咄嗟の儀式で祓具が無い場合に、笏を「左右左」と振り、修祓を行う儀法を行う。

## 笏法
神職が笏を使用するにあたって「笏法」が定められている。笏法には「持笏」「懐笏」「置笏」「把笏」「正笏」の五法がある。

## 海外の笏
もともと中国由来のものであるため、東アジア各国の歴代王朝にも同様のものが存在していた。

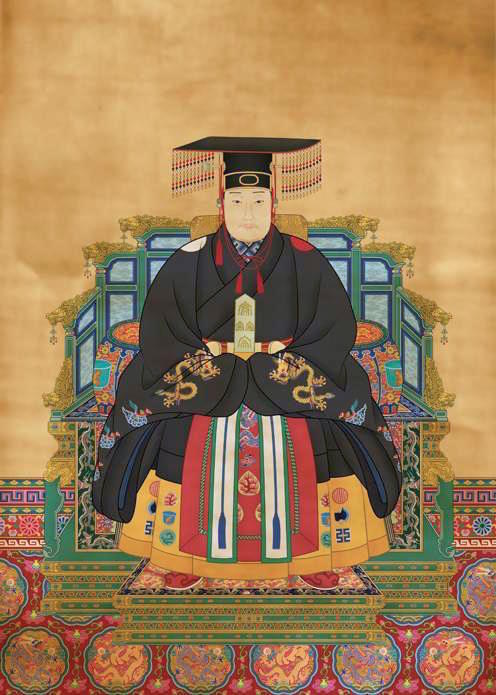
明の万暦帝
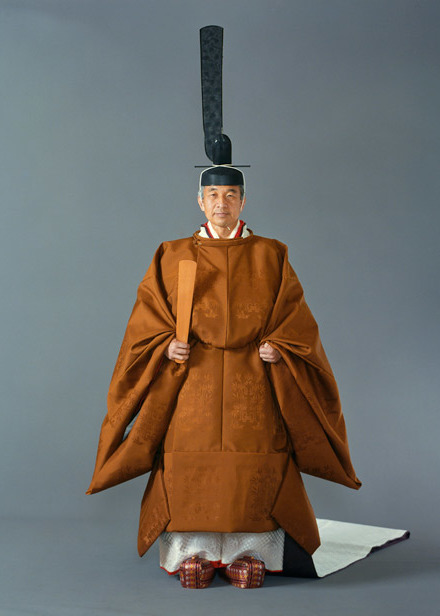
日本の明仁天皇
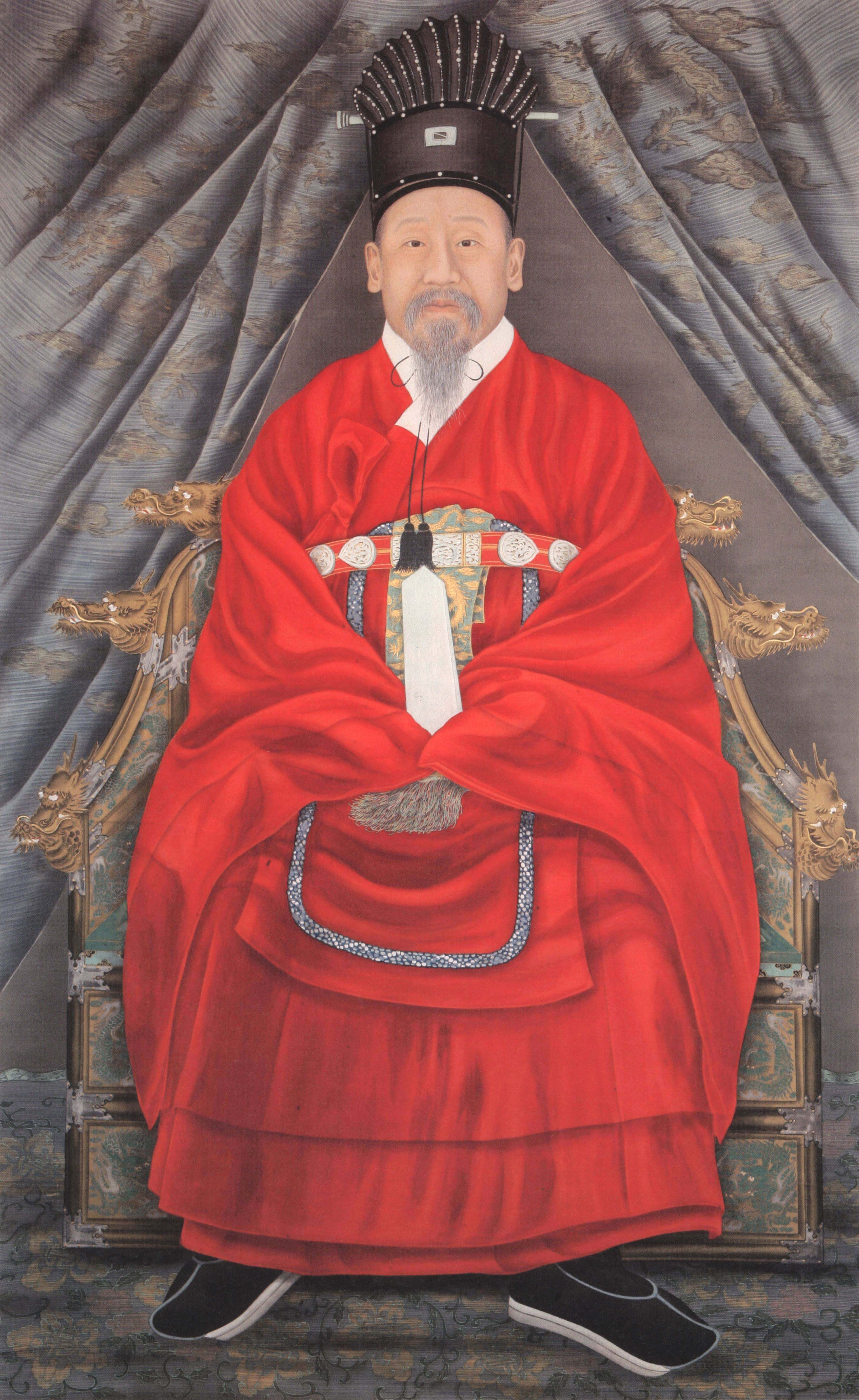
李氏朝鮮の高宗
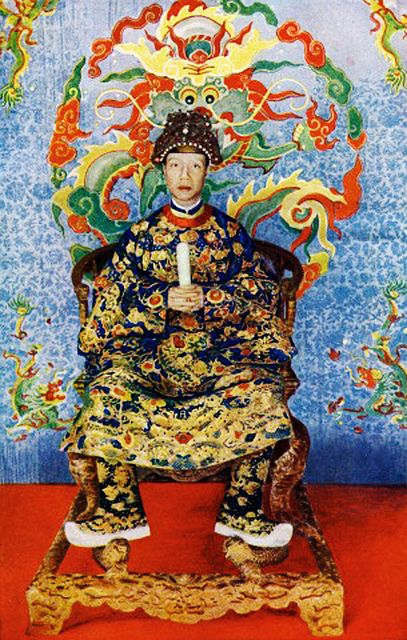
ベトナム阮朝の啓定帝